# 湖北野桐
湖北野桐（学名：Mallotus barbatus var. hubeiensis）为大戟科野桐属下的一个变种。

## 扩展阅读
- 維基物種上的相關：湖北野桐